# Cifellilestes ciscoensis
Cifellilestes ciscoensis (лат.) — вид базальных маммалиаформ отряда морганукодонов (Morganucodonta), известных по ископаемым остаткам из верхнеюрской формации Моррисон (Morrison Formation) в США. Типовой и единственный вид рода Cifellilestes. Был научно описан Брайаном М. Дэвисом и соавторами в 2022 году по материалу из отложений Cisco Mammal Quarry в штате Юта. Согласно анализу пеплопадного циркона, эти отложения сформировались около 151,50 ± 0,28 млн лет назад (ранний титон).
Родовое название образовано путём сочетания фамилии палеонтолога Ричарда Сифелли (Richard Cifelli) и др.-греч. λῃστής [lestes] — «вор». Видовое название относится к городу-призраку Циско, штат Юта, неподалёку от места, где был найден голотип. Известен по двум экземплярам: OMNH 80538 (голотип) и OMNH 69352. Эти образцы представляют собой правый и левый фрагменты черепа соответственно, оба сохраняют частичные костные нёба, кости морды и заклыковый зубной ряд.